# Sergei Alifirenko
Sergei Alifirenko (em russo: Серге́й Геннадиевич Алифиренко; Vanadzor, 21 de janeiro de 1959) é um atirador esportivo russo. Ele foi campeão olímpico na categoria de tiro rápido 25 metros masculino nos Jogos Olímpicos de Verão de 2000 em Sydney. Em outubro de 2008, Alifirenko foi suspenso por dois anos após ter falhado em um teste de doping para dexametasona.